# Réding
Réding é uma comuna francesa na região administrativa de Grande Leste, no departamento de Mosela. Estende-se por uma área de 11,61 km². Em 2010 a comuna tinha 2 425 habitantes (densidade: 208,9 hab./km²).